# Volcher Coiter
Volcher Coiter (även Coyter eller Koyter), född 1534 i Groningen, död 2 juni 1576 i Brienne-le-Château, var en nederländsk anatom. 
Coiter reste 1555 till Italien för att studera anatomi hos bland andra Gabriele Falloppio. Han anställdes 1569 såsom stadsläkare i Nürnberg, blev sedan militärläkare i tysk tjänst. I sitt första arbete, De ossibus et cartilaginibus corporis humani (1566), behandlar han människans osteologi, i en postum, av Eyssonius 1659 utgiven avhandling, De ossibus foetus abortivi et infantis dimidium anni nati, meddelar han undersökningar om skelettets utveckling och lämnar en mycket god beskrivning på samt de första avbildningarna av fostrets skelett. Hans Tabulæ externarum et internarum humani corporis partium (1572) utgör en verklig atlas över den topografiska anatomin. 
Vidare studerade Coiter mycket noggrant bland annat äggets utveckling, hörselorganets ben och muskler, synnerven samt upptäckte den översta näsmusslan. Om den patologiska anatomins nytta var han så övertygad, att han ville göra obduktion på alla som avlidit av okänd eller oklar sjukdom. Slutligen inlade han stor förtjänst om den jämförande anatomin genom sitt arbete Diversorum animalium sceletorum explicationes iconibus artificiosis et genuinis illustratæ (1575).